# Вонне, Патрисия
Патри́сия Во́нне (англ. Patricia Vonne, урождённая Патрисия Вонне Родригес, англ. Patricia Vonne Rodríguez; род. 1969) — американская певица и актриса.

## Биография
Патрисия Вонне родилась в Сан-Антонио, штат Техас, США. В 1990 она переехала в Нью-Йорк, где начала карьеру модели. Патрисия много работала в Европе и Америке, снималась в коммерческих изданиях и в кино. Создала свою музыкальную группу, с которой в 1998—2001 годах выступала в Нью-Йорке и соседних городах, прежде чем переместиться в родной Техас, сделав своей базой город Остин. В настоящее время Патрисия Вонне выступает с концертами в Техасе и регулярно выезжает на гастроли по США, Мексике и Европе.
В 2002 году Патрисия гастролировала в составе группы Tito & Tarantula (песни группы звучат в фильме «От заката до рассвета»). Её песня, «Traeme Paz», была записана для фильма «Однажды в Мексике».
Патрисия Вонне — сестра Анжелы Ланцы, Марселя Родригеса и Роберта Родригеса.

## Дискография
- Patricia Vonne (одноимённый дебютный альбом) (2003)
- Guitars And Castanets (2005)
- Firebird (2007)
- Worth It (2010)
- Rattle My Cage (2013)

## Фильмография

### Актриса
- Отчаянный (1995) — Bar Girl
- Четыре комнаты  (1995) (под именем Patricia Vonne Rodriguez) — Мертвая проститутка под матрасом (эпизод «Нарушители спокойствия»)
- Дети шпионов (2001) — Spy Bridesmaid
- El Segundo (2004) — Maribel
- Город грехов (2005) — Даллас
- Heavenly Beauties (2005) — Spanish Dancer